# Pilmatueia
Pilmatueia faundezi is een plantenetende sauropode dinosauriër, behorend tot de Neosauropoda, die tijdens het vroege Krijt leefde in het gebied van het huidige Argentinië.

## Vondst en naamgeving
In 2010 en 2012 werd in de wetenschappelijke literatuur vermeld dat er bij de Pilmatuékreek in Neuquén resten gevonden waren van dicraeosauride sauropoden.
In 2018 werd de typesoort Pilmatueia faundezi benoemd en beschreven door Rodolfo Anibal Coria, Guillermo J. Windholz, Francisco Ortega en Philip John Currie. De geslachtsnaam verwijst naar de Pilmatué. De soortaanduiding eert Ramón Faúndez, de manager van het Museo Municipal de Las Lajas die de opgravingen sinds 2009 ondersteunde.

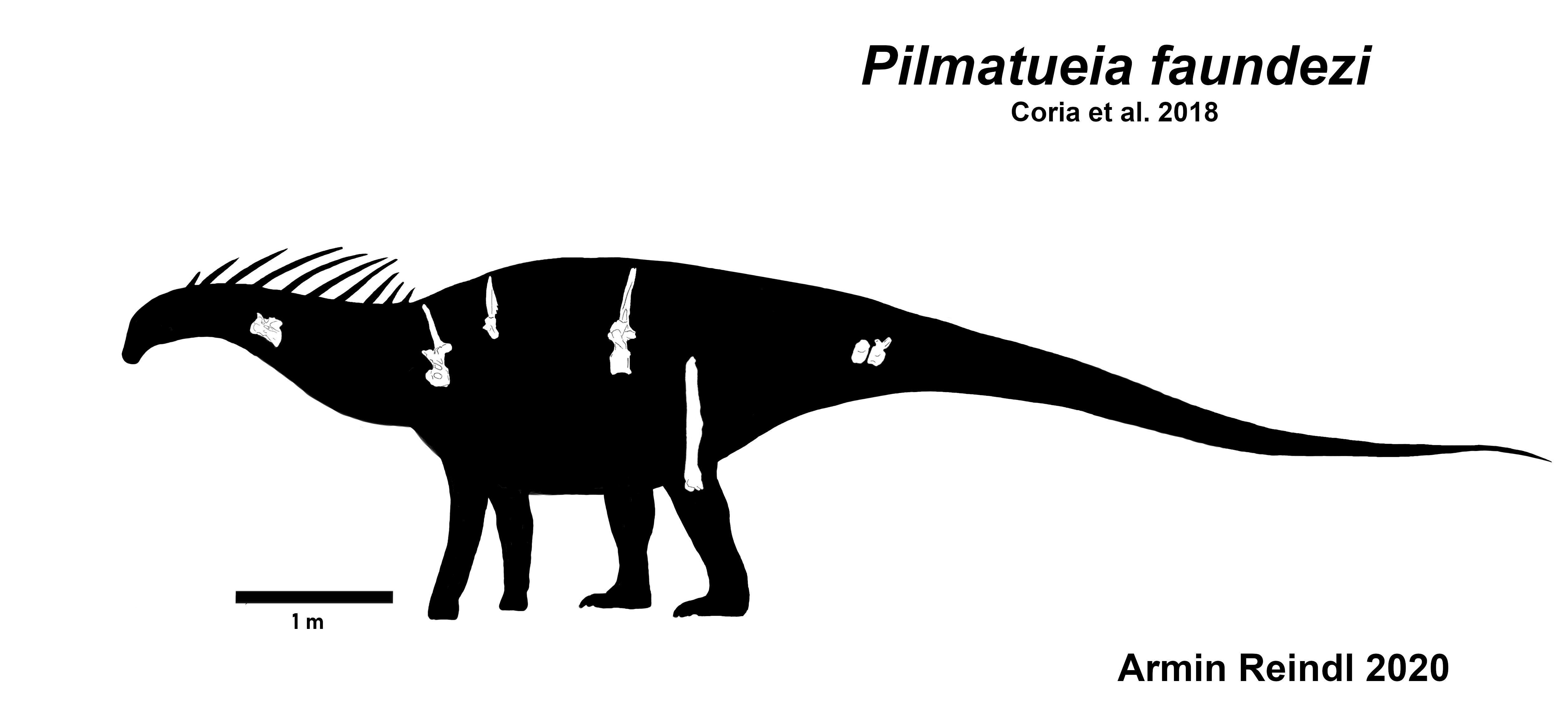
Een diagram van het holotype

Het holotype, MLL-Pv-005, is gevonden in een laag van de Mulichincoformatie die dateert uit het Valanginien, ongeveer 135 miljoen jaar oud. Het bestaat uit een reeks achterste ruggenwervels. Het paratype is MLL-Pv-002, een cervicodorsale wervel van de voorste rug. Daarnaast zijn er vier specimina toegewezen. MLL-Pv-004 is een middelste halswervel. MLL-Pv-014 is en stuk wervelboog uit de rug. MLL-Pv-015 is het wervellichaam van een middelste staartwervel. MLL-Pv-016 is een middelste staartwervel. Alle aanvullende specimina zijn op één kilometer van het holotype gevonden op een oppervlakte van honderd vierkante meter. Deze vondsten bevonden zich in aparte lagen en vertegenwoordigen ieder afzonderlijke individuen.

## Beschrijving

### Grootte en onderscheidende kenmerken
Wegens de beperkte vondsten is de lichaamsomvang van Pilmatueia lastig vast te stellen. De maten van de wervels wijzen op een lichaamslengte van ruwweg twaalf meter. Dat zou overeenkomen met een gewicht van zo'n vier ton.
De beschrijvers wisten enkele onderscheidende kenmerken vast te stellen. Twee daarvan zijn volstrekt uniek. De cervicodorsale wervels hebben verticale richels op het voorvlak van de voorste richels die op de onderzijde van het zijuitsteeksel naar het wervellichaam lopen. De achterste ruggenwervels hebben diepe uithollingen achter de bases van gevorkte doornuitsteeksels, welke fossae gescheiden worden door een dikke lage middenrichel.
Daarnaast zijn er kenmerken die als autapomorfieën kunnen gelden binnen de Dicraeosauridae. De middelste en achterste halswervels hebben gevorkte kielen die naar achteren uitlopen in de onderste zijranden van het wervellichaam. De middelste staartwervels hebben verticale doornuitsteeksels. De middelste staartwervels hebben wervelbogen die op de voorste helft van het wervellichaam liggen. De middelste en achterste staartwervels hebben doornuitsteeksels die min of meer recht boven de achterste gewrichtsuitsteeksels liggen.

### Skelet
Een opvallend kenmerk van Pilmatueia, gedeeld met andere dicraeosauriden, is het bezit van zeer lange gevorkte doornuitsteeksels. De "tanden" van de vork, de metapofysen, buigen naar elkaar toe zodat in vooraanzicht een hoornvorm ontstaat. De metapofysen zijn zeer lang, zowel op de achterste rug als vermoedelijk op de nek.
De achterste halswervels hebben vooraan een rechthoekige dwarsdoorsnede en zijn breder dan hoog. Het ruggenmergkanaal heeft een ovale dwarsdoorsnede. De voorste ingang ervan wordt begrensd door gepaarde ovale uithollingen die zelf weer zijdelings begrensd worden door stevige richels tussen de voorste gewrichtsuitsteeksels en het wervellichaam. De uithollingen worden aan de bovenzijde afgesloten door een horizontale dwarsrichel. Die vormt weer de voorrand van een driehoekige kom aan de basis van de vorken van het doornuitsteeksel. Tussen die metapofysen ligt een brede middenknop, misschien als bevestiging van een zware pees. Zijdelings loopt de kom naar voren uit in de tweede voorste gewrichtsuitsteeksels die vrij kleine facetten hebben voor het contact met de voorliggende wervel. Het wervellichaam is langer dan hoog. Het heeft een onderzijde die zowel overdwars als in de lengterichting hol gekromd is. De onderzijde heeft een kiel die naar voren en achteren gevorkt is, begrensd door gepaarde ovale uithollingen. Ook de zijkant van de wervel is uitgehold door een lange inzinking met aan de onderzijde drie kleine pneumatische openingen. Het voorste ribfacet, de parapofyse, loopt naar achteren uit in twee richels, waarvan de bovenste robuust is en meer zijwaarts gericht, de onderste smaller en naar de achterste onderzijde van het centrum lopend. Tussen beide richels ligt een kleine korte uitholling. Op de onderzijde van het zijuitsteeksel liggen aan de voorrand en achterrand twee grote driehoekige uithollingen, vermoedelijk ook weer gepneumatiseerd. In het midden bevindt zich een oogvormige uitholling. Een verdere uitholling ligt op de voorste bovenzijde van dit uitsteeksel, aan de basis van de metapofyse. De achterzijde van het centrum is hartvormig. De uitgang van het ruggenmergkanaal is driehoekig. Het wordt zijdelings begrensd door twee driehoekige uithollingen, zelf weer zijdelings begrensd door verticale robuuste kolommen die van de hoog gelegen achterste gewrichtsuitsteeksels naar het centrum lopen. Bovenop worden ze bedekt door een V-vormige horizontale richel.

## Fylogenie
Pilmatueia werd in de Dicraeosauridae geplaatst. Een cladistische analyse vond haar als zustersoort van Amargasaurus. Pilmatueia was in 2018 de oudste bekende dicraeosauride uit Argentinië.